# Flagelloscypha japonica
Flagelloscypha japonica är en svampart som beskrevs av T. Handa & Y. Harada 2005. Flagelloscypha japonica ingår i släktet Flagelloscypha och familjen Niaceae.   Inga underarter finns listade i Catalogue of Life.